# François Sébastien de Croix de Clerfayt

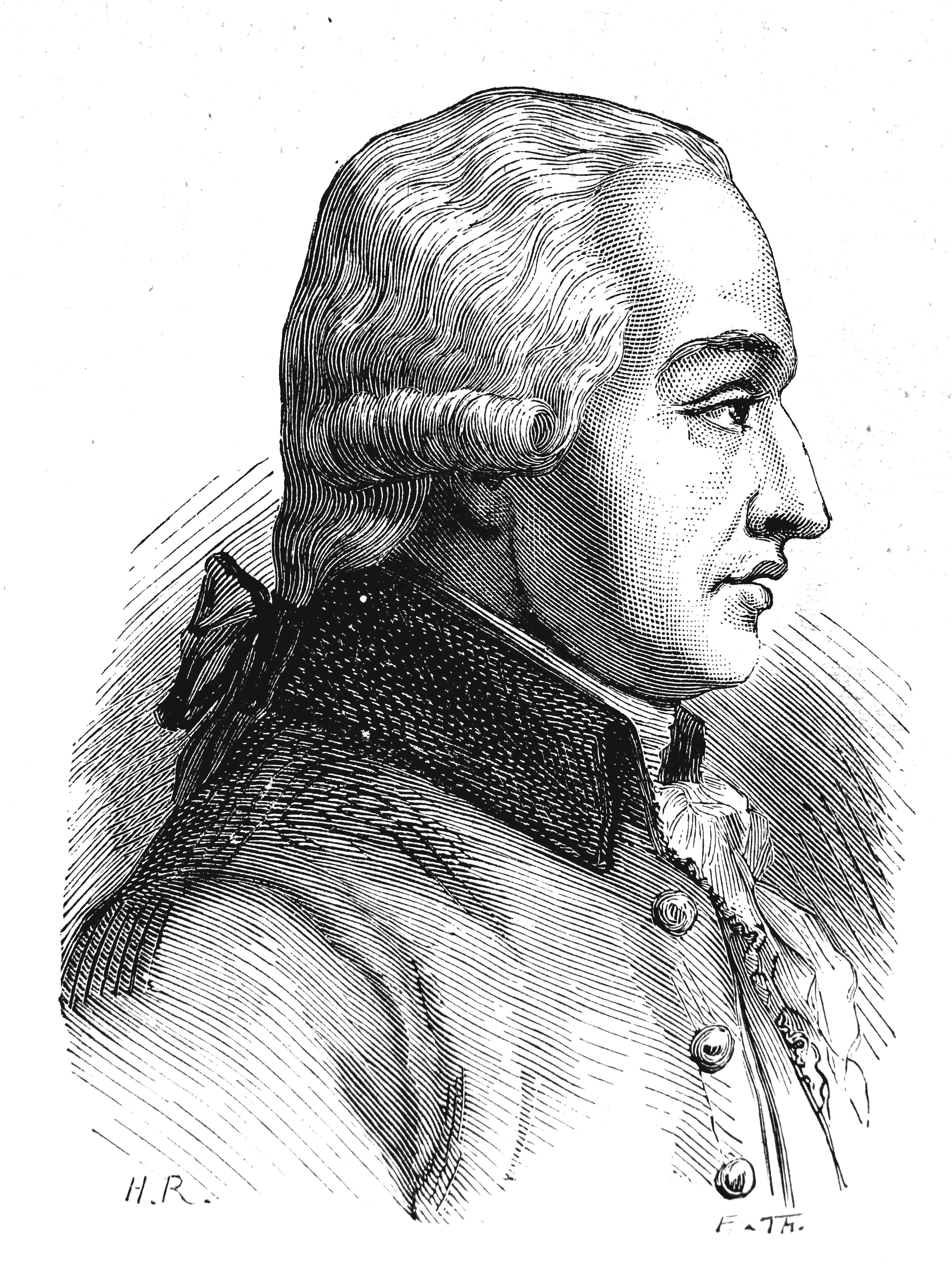
F.S.C.J. de Croix de Clerfayt op jonge leeftijd

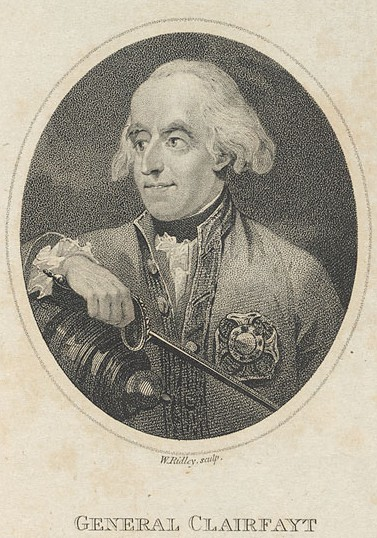
Generaal Clerfayt

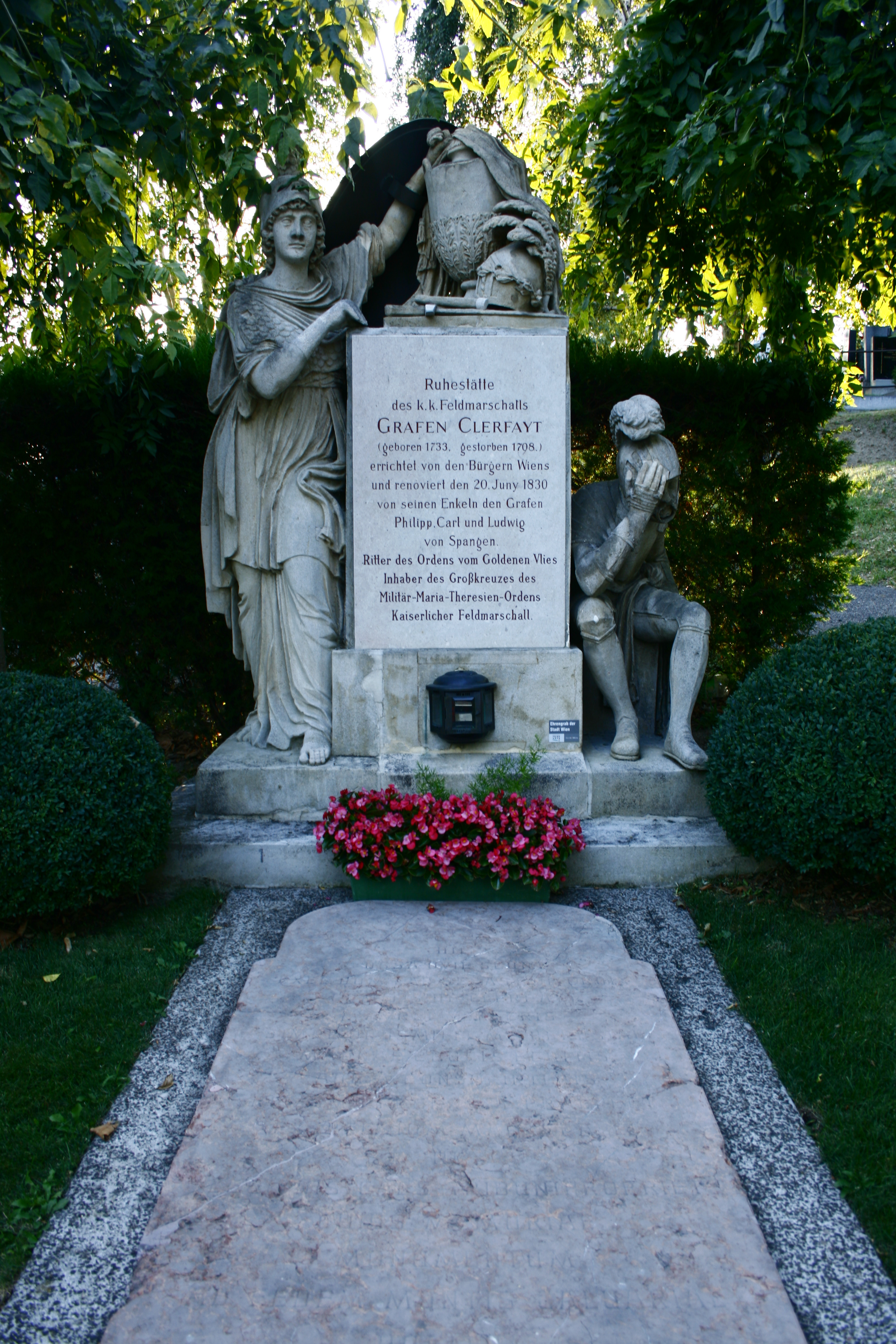
Grafmonument op de begraafplaats van Hernals.

François Sébastien Charles Joseph de Croix, graaf van Clerfayt (Duits: Franz Sebastian Karl Joseph de Croix Graf von Clerfayt) (Waudrez, 14 oktober 1733 – Wenen, 21 juli 1798) was een  Oostenrijks veldmaarschalk, afkomstig uit de Zuidelijke Nederlanden. Hij vocht tegen Pruisen tijdens de Zevenjarige Oorlog, tegen de Turken tijdens de Oostenrijks-Turkse Oorlog en tegen de Fransen tijdens de Eerste Coalitieoorlog.

## Levensloop

### Vroege militaire loopbaan
Clerfayt werd geboren op het Kasteel van Bruille in Waudrez nabij de stad Binche in de Oostenrijkse Nederlanden. Al van in zijn jeugd ambieerde hij een militaire loopbaan. In 1753 werd hij bij het Oostenrijkse keizerlijke leger ingelijfd als cadet. Tijdens de daaropvolgende Zevenjarige Oorlog die in 1756 begon, onderscheidde Clerfayt zich in de Slag bij Praag, de Slag bij Leuthen, de Slag bij Hochkirch en de Slag bij Liegnitz en hij klom intussen op tot de graad van kolonel. Wegens zijn verdiensten ontving hij het ridderkruis in de Orde van Maria Theresia.
Tijdens de jaren van vrede die daarop volgden leidde Clerfayt een rustig leven ver weg van het Oostenrijkse hof. Omstreeks 1770 bouwde hij een nieuw kasteel in Lodewijk XVI-stijl op de grondvesten van het oude kasteel van Bruille dat sinds 1653 in handen was van zijn voorouders. In 1773 werd Clerfayt bevorderd tot generaal-majoor. 

### Oostenrijks-Turkse Oorlog
Vanaf 1788 nam hij met het Oostenrijkse leger, dat een alliantie vormde met het Russische leger, deel aan de Oostenrijks-Turkse Oorlog. Hij was inmiddels opgeklommen tot de graad van artilleriegeneraal en leidde zijn eenheid naar enkele overwinningen op de Turken waardoor de hele Banaatregio terug bevrijd was. Op 9 oktober 1789 ontving Clerfayt het commandeurskruis in de Orde van Maria Theresia van keizer Jozef II.
Op 26 juni 1790 behaalde hij opnieuw een klinkende overwinning op de Turken aan de Donau nabij Calafat en Clerfayt ontving hiervoor op 19 december van dat jaar het grootkruis in de Orde van Maria Theresia en werd bevorderd tot feldzeugmeister.

### Eerste Coalitieoorlog
Vanaf 1792 was Clerfayt actief in de Eerste Coalitieoorlog. Samen met generaal De Beaulieu verdreef hij de Fransen uit de Zuidelijke Nederlanden. Hij nam deel aan de belegeringen van Longwy en Verdun en vatte post nabij Stenay. Clerfayt kreeg het commando over de troepen die tegen generaal Dumouriez vochten. Hij keerde terug via Aarlen en nam deel aan de Slag bij Jemappes die echter verloren werd. Na deze slag droeg de landvoogd in Brussel, Albert van Saksen-Teschen, het commando over het Zuid-Nederlandse leger van de keizer tijdelijk op aan Clerfayt totdat Frederik Jozias van Saksen-Coburg-Saalfeld de nieuwe bevelvoerder werd.
Op 1 maart 1793 viel Clerfayt de Fransen aan nabij Aldenhoven en dwong hen om de belegering van Maastricht op te heffen. Op 18 maart nam hij deel aan de Tweede Slag bij Neerwinden en kreeg er het commando over de linkervleugel waartegen de hoofdaanval van de Fransen gericht was. Het keizerlijke leger behaalde de overwinning op de Fransen. In oktober 1793 verloren zij wel de Slag bij Wattignies. In 1794 was Clerfayt vooral actief in het graafschap Vlaanderen en kon er eerst nog verscheidene Franse aanvallen afslaan maar werd dan door de Fransen verslagen bij Kassel, Menen en Kortrijk en tijdens de Veldslag te Hooglede. Nadat ook de Slag bij Fleurus werd verloren, werd het Oostenrijks-Zuid-Nederlandse leger teruggedrongen tot over de Rijn na achtereenvolgens de Slag bij Sprimont en de Tweede Slag bij Aldenhoven. 
In 1795 werd Clerfayt bevorderd tot veldmaarschalk en kreeg het commando van het deel van het keizerlijke leger aan de Rijn dat er front vormde van Bazel tot Düsseldorf. Bij het naderen van de herfst trok de Franse generaal Jourdan de Rijn over bij Düsseldorf en generaal Pichegru deed hetzelfde nabij Mannheim. Op 10 oktober 1795 versloeg Clerfayt de Fransen in Höchst nabij Frankfurt am Main en trok daarna naar Mainz dat door 70.000 Fransen ingesloten was. Op 29 oktober nam Clerfayt de stad in en dreef de Fransen terug. Hij behaalde nog een derde overwinning op de Fransen en sloot bij het ingaan van de winter een wapenstilstand.

### Periode in Wenen
Clerfayt keerde via Frankfurt am Main, waar hij ereburger werd, terug naar Wenen ging er in het nabijgelegen Hernals, tegenwoordig een stadsdeel van Wenen, wonen. Hij werd enthousiast onthaald en werd verheven in de Orde van het Gulden Vlies door aartshertog Karel. De Oostenrijkse minister Thugut kon de gesloten wapenstilstand met de Fransen echter niet appeciëren en hekelde veldmaarschalk Clerfayt waarop deze laatste besloot zijn militaire loopbaan te beëindigen. Hij werd lid van de Reichshofrat waarin hij vicevoorzitter werd. 
Clerfayt bleef ongehuwd en stierf in 1798 op 64-jarige leeftijd. Hij ligt begraven op de begraafplaats van zijn woonplaats Hernals.